# Щелевая фотография
Щелевая фотография (в иностранных источниках стрип-фотография) — техника фотографии, позволяющая создавать двумерное изображение последовательной регистрацией одномерных участков снимаемых объектов через узкую щель. В отличие от традиционной фотографии, одновременно регистрирующей прямоугольный кадр целиком, в щелевой его соседние участки записываются в разные моменты времени.
Технология нашла широкое применение в спортивных фотофинишерах и высокоскоростной съёмке, а также для получения развёрток поверхности предметов, например музейных экспонатов цилиндрической формы. Принцип щелевой фотографии также может использоваться при комбинированных съёмках в кинематографе, и в качестве художественного приёма в фотоискусстве.

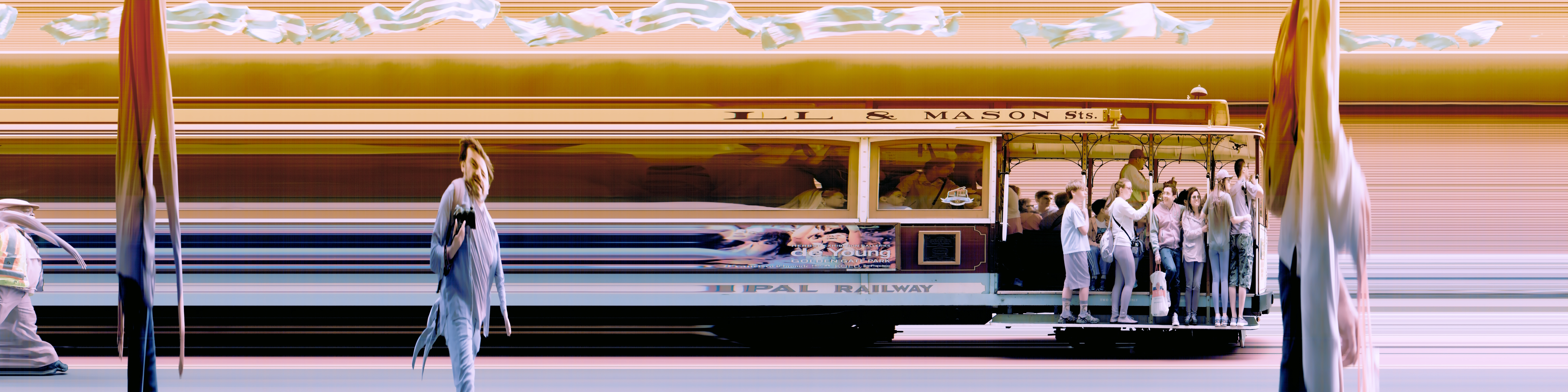
Щелевой снимок трамвая в момент его остановки, зафиксированной в средней части сканограммы. Слева отображаются пешеходы, проходящие мимо неподвижного трамвая

## Способы реализации
Элементы щелевой фотографии присутствуют во всех фотоаппаратах, оснащённых шторно-щелевым затвором. Это приводит к искажению формы быстродвижущихся объектов из-за явления, известного как временной параллакс. То же явление под названием «эффект роллинг-шаттера» встречается в видеокамерах со строчным переносом зарядов КМОП-матрицы. Построчное считывание изображения регистрирует его так же, как перемещающаяся узкая щель шириной в одну строку.
Щелевая фотография может быть реализована двумя основными способами: при помощи равномерного движения фотоматериала мимо узкой щели, расположенной в фокальной плоскости объектива, а также подвижной щелью на неподвижную фотоплёнку. Последний способ доступен в специализированных панорамных фотоаппаратах с объективом, закреплённым во вращающемся барабане. В зависимости от способа съёмки неподвижный фон за снятыми объектами отображается по-разному. При движении щели он не изменяется и ничем не отличается от такого же в обычной фотографии. Однако, при движении плёнки фон отображается полосами, параллельными направлению перемещения фотоматериала.
В цифровой фотографии для получения щелевого снимка необходимо наличие у фотоаппарата режима видеосъёмки. В этом случае из кадров полученной видеопоследовательности вырезается один и тот же ряд пикселей, которые склеиваются друг с другом по длинной стороне в непрерывную полосу. Однако, в отличие от аналоговой фотографии, где регистрация непрерывна и временно́е разрешение ограничено только скоростью движения фотоматериала и шириной щели, при таком способе этот параметр ограничен кадровой частотой съёмки. Этот предел может быть устранён использованием сканирующих камер с ПЗС-линейкой и непрерывной записью данных с каждого из пикселей.

## Особенности
Поскольку щелевая фотография представляет собой двумерный временно́й срез снятого события, одна из сторон снимка фиксирует не пространственную, а временну́ю координату. В большинстве случаев последняя отсчитывается по горизонтали при вертикальном положении щели. Однако встречаются и снимки с вертикальной временной шкалой. Таким образом, положение изображения движущихся объектов относительно этой шкалы однозначно идентифицирует момент прохождения предмета через линию съёмки, что используется в устройствах фотофиниша с 1937 года.

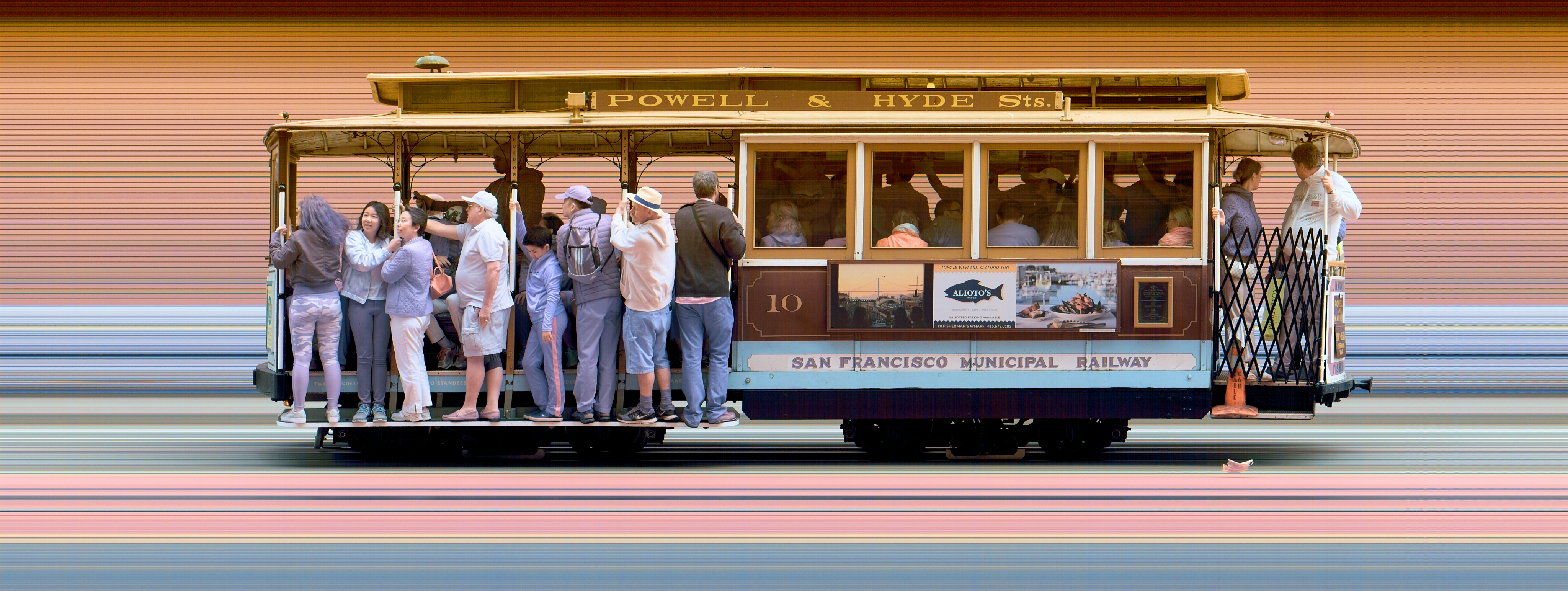
Снимок движущегося трамвая, сделанный щелевым способом. Изображение конгруэнтно объекту из-за точного совпадения скоростей изображения и плёнки

Практически все отображаемые объекты из-за временного параллакса выглядят на щелевом снимке искажённо, и степень искажения зависит от относительных скорости и направления движения предметов и фотоматериала. В идеальном приближении объект, движущийся относительно щели с той же угловой скоростью, что и плёнка, отображается практически неискажённым. В некоторых случаях движущаяся фотоплёнка специально синхронизируется с перемещением объектов съёмки, как это сделано в щелевых аэрофотоаппаратах. В фотофинишерах скорость фотоматериала также сопоставима со скоростью изображения бегунов или пловцов, приводя лишь к незначительным искажениям их формы. Однако, даже при совпадении направления, различие этих скоростей приводит к искажению пропорций предметов: движущиеся слишком медленно кажутся на снимке шире, а слишком быстрые — очень узкими. В предельном случае объект, движущийся в направлении, противоположном регистрации, отображается тонкой линией или вообще остаётся невидимым. Люди, изменяющие направление перемещения, могут отображаться на одном и том же снимке многократно. Несовпадение направления приводит к перекосу изображения, а колебательное движение на снимке выглядит волнистой линией, близкой к синусоиде. Изменение скорости объекта в момент съёмки приводит к удлинению его частей, зарегистрированных при замедлении.
При регистрации на фотоматериал, движущийся мимо неподвижной щели, статичные предметы отображаются линиями, параллельными направлению перемещения плёнки. Панорамные фотоаппараты с поворотным объективом фиксируют неподвижные объекты без искажений, в то время как движущиеся могут укорачиваться или удлиняться, в зависимости от направления. При совпадении скорости и направления движущегося объекта с перемещением объектива такого фотоаппарата, его изображение занимает весь кадр на неискажённом неподвижном фоне.